# Křižanov (Hrob)
Křižanov (německy Krinsdorf) je část města Hrob v okrese Teplice. Nachází se na jihozápadě Hrobu. Prochází zde silnice I/27. V roce 2011 zde trvale žilo 131 obyvatel.
Křižanov leží v katastrálním území Křižanov u Hrobu o rozloze 3,38 km².

## Historie
První písemná zmínka o vesnici pochází z roku 1341.

## Obyvatelstvo
Při sčítání lidu v roce 1921 zde žilo 348 obyvatel (z toho 167 mužů), z nichž bylo 36 Čechoslováků, 309 Němců a tři cizinci. Kromě devíti lidí bez vyznání se hlásili k římskokatolické církvi. Podle sčítání lidu z roku 1930 měla vesnice 367 obyvatel: 46 Čechoslováků, 319 Němců a dva cizince. Kromě římskokatolické většiny zde žilo šest evangelíků, jeden člen církve československé a jedenáct lidí bez vyznání.
|                                                               | 1869 | 1880 | 1890 | 1900 | 1910 | 1921 | 1930 | 1950 | 1961 | 1970 | 1980 | 1991 | 2001 | 2011 |
| ------------------------------------------------------------- | ---- | ---- | ---- | ---- | ---- | ---- | ---- | ---- | ---- | ---- | ---- | ---- | ---- | ---- |
| Obyvatelé                                                     | 237  | 237  | 297  | 290  | 398  | 348  | 367  | 173  | 148  | 133  | 98   | 105  | 120  | 131  |
| Domy                                                          | 27   | 32   | 33   | 36   | 38   | 39   | 43   | 40   | .    | 31   | 30   | 32   | 36   | 40   |
| Počet domů z roku 1961 je zahrnut v domech místní části Hrob. |      |      |      |      |      |      |      |      |      |      |      |      |      |      |

## Pamětihodnosti
- Železniční most je kulturní památkou Česka.[8]
- Kaple

## Další fotografie

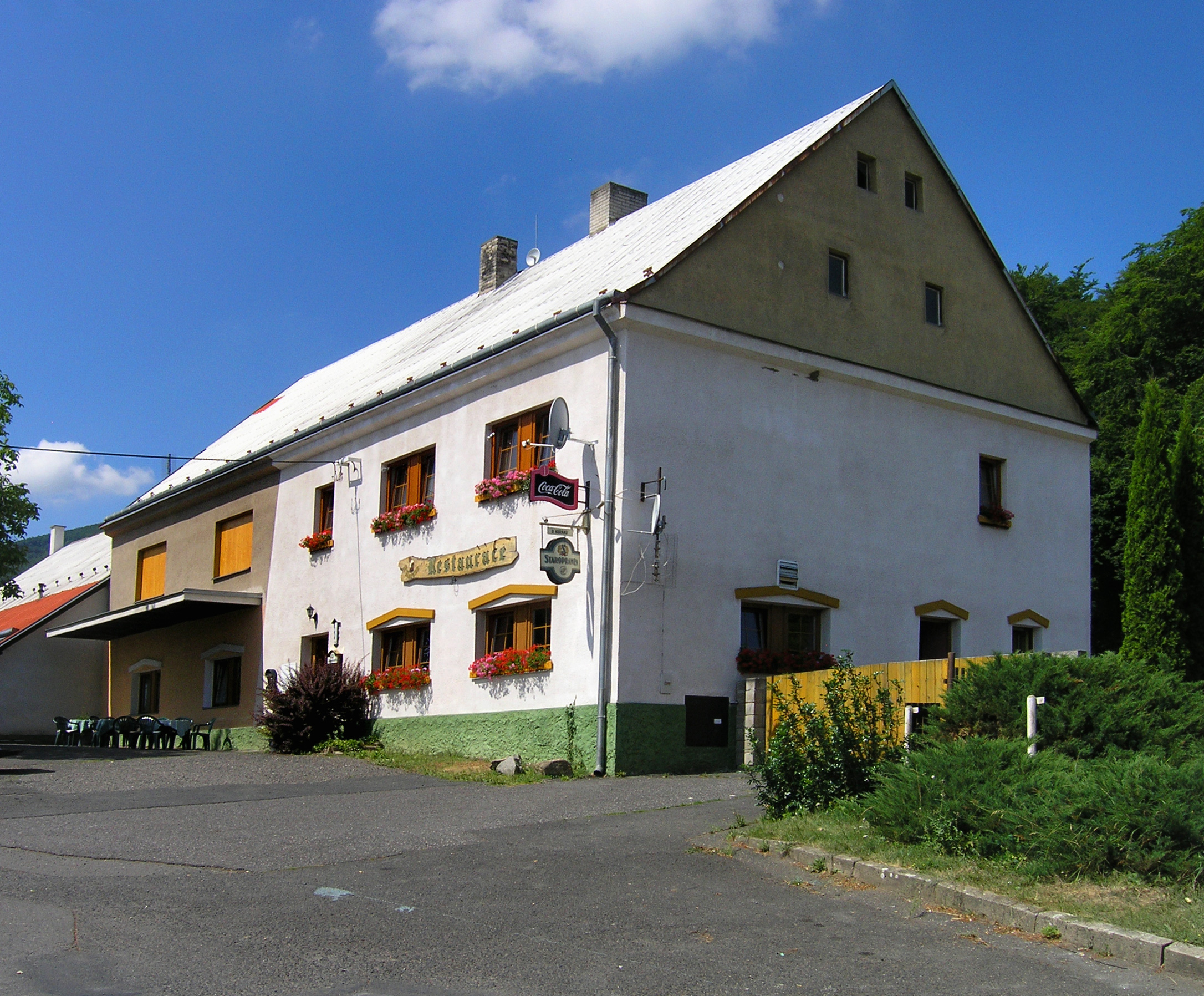
Restaurace
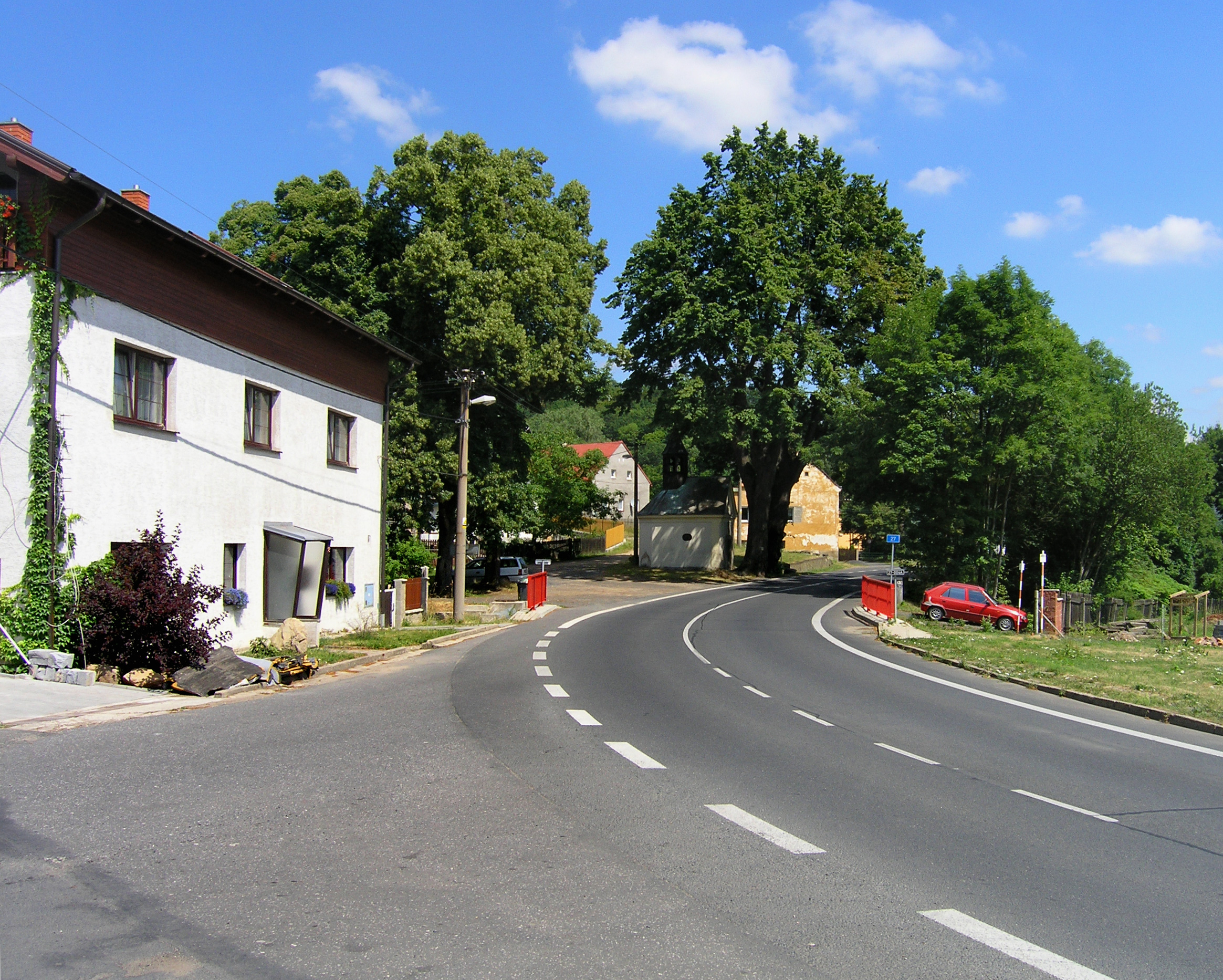
Silnice I. třídy č. 27